# 西村滋
西村 滋（にしむら しげる、1925年4月7日 - 2016年5月21日）は、日本の作家。

## 人物・来歴
愛知県名古屋市生まれ。6歳で母と、9歳で父と死別して孤児となり、以後放浪生活の後、少年養護施設の職員となる。
1952年、処女作となる『青春廃業』を発表。また『やくざ先生』は、1960年に石原裕次郎主演で、日活で映画化された。一時テレビドラマの脚本を書いた後、静岡で主夫をしながら著作を続け、1975年に『雨にも負けて風にも負けて』で第2回日本ノンフィクション賞受賞。
1976年の『お菓子放浪記』は全国青少年読書感想文コンクールの課題図書となり、同年、テレビドラマ化された。1994年には『続・お菓子放浪記』、2003年に『お菓子放浪記 完結編』と書き継がれ、2011年には『エクレール・お菓子放浪記』として映画化、劇場公開された。
1985年の『母恋い放浪記』を中心とした作家活動で「路傍の石文学賞」を受賞。
2016年5月21日に多臓器不全で死去した。91歳没。
長女は脚本家の松本真樹（ペンネームはニシモトマキ）。

## 著書
- 『青春廃業』（渡辺書房） 1952
- 『笑わない青春の記』（中央公論社） 1955
- 『やくざ先生』（第二書房） 1957
- 『陽のあたらぬ恋人たち』（春陽堂書店） 1957
- 『不良少年』（平凡社、人間の記録双書） 1957
- 『雨にも負けて風にも負けて 戦争孤児十三万人の歪められた軌跡』（双葉社） 1975
- 『しゃくなげの詩 母恋い放浪記』（エルム） 1976、のち改題『母恋い放浪記』（主婦の友社） 1984
- 『お菓子放浪記』（理論社） 1976、のち講談社文庫
- 『原爆はおちなかった 《ヒロシマ》…わが愛』（創世記） 1977
- 『妻よ男のみる夢は』（創世記） 1977
- 『おとうさんのひとつの歌』（民衆社） 1980
- 『雨にも負けて風にも負けて 1日だけの名優たち』（民衆社） 1981
- 『春まで命があれば』（民衆社、手をつなぐ中学生の本） 1983
- 『それぞれの富士 戦争とふたりの少年』（主婦の友社） 1986
- 『ザ・ろまんちすと 私がであったカミサマたち』（ミネルヴァ書房） 1987
- 『地下道の青春』（ミネルヴァ書房） 1988
- 『続・お菓子放浪記』（理論社） 1994
- 『SOSの季節 少年院一九四五年春から夏へ』（光人社） 1995
- 『お菓子放浪記 完結』（理論社） 2003
- 『戦火をくぐった唄 三日月センセイと三人の子と』（講談社） 2009